# J. Gary Mitchell
J. Gary Mitchell ist ein US-amerikanischer Filmproduzent, Filmregisseur und Kameramann, der 1979 für einen Oscar nominiert war.

## Berufliches Wirken
Mitchell schreibt über sich selbst, dass er ein unabhängiger Film- und Videoproduzent und Verleiher sei sowie ein seit den frühen Siebzigern preisgekrönter Produzent einschließlich einer Oscar-Nominierung im Jahr 1978/1979. Er habe sich auf Werteprogramme für jüngere Kinder spezialisiert. Seine erfolgreichsten Programme lägen im Bereich der Prävention von sexuellem Kindesmissbrauch. Den Großteil seiner Produktion habe er in der San Francisco Bay Area verwirklicht. Im Jahr 2004 habe er seine Produktion und seinen Vertrieb nach Milwaukie in Oregon verlegt. Als Grund dafür nannte er, dass er im Südosten von Portland am Fuße des Mount Tabor aufgewachsen sei.
Mitchell, der die J. Gary Mitchell Film Company 1970 gründete und im Laufe der Zeit immer wieder Filme zur Prävention von sexuellem Missbrauch von Kindern und mehr als 65 Filme zu sozialen Themen verwirklicht hat, wurde als Kind selbst missbraucht.
In Mitchells 1976 veröffentlichtem Film Incest: The Victim Nobody Believes geht es um die Erfahrungen dreier Frauen, die in ihrer Kindheit Opfer von Inzest geworden waren. Schwere Depressionen, chronischer Drogenmissbrauch und Selbstmordgedanken waren die Folgen dieses Missbrauchs, ohne dass die Opfer Trost von ihrer Familie haben erwarten können. Mit und für seinen 1978 veröffentlichten Film Squires of San Quentin wurde Mitchell für einen Oscar nominiert, der jedoch an Ben und Jacqueline M. Phillips Shedd und deren Film The Flight of the Gossamer Condor ging, in dem es um das erste von Menschenhand angetriebene Flugzeug geht. In Squires of San Quentin geht es um ein Programm, das Jugendliche mit Langzeitstraftätern zusammenbringt, um ihnen klarzumachen, dass Kriminalität sich nicht lohnt.
Mitchells Film What Tadoo, ein Film zur Prävention sexuellen Missbrauchs, bringt Thaddeus mithilfe der beiden Puppenfrösche „What“ und „Tadoo“ bei, wie er sich vor Fremden schützen kann. Der Film erfreute sich bei seiner Veröffentlichung 1985 großer Beliebtheit. Inzwischen ist er auf vielfachen Wunsch noch einmal modifiziert worden, indem er vollständig animiert wurde. Mitchell arbeitet mit Dr. Eliana Gil zusammen, die sich auf die Arbeit mit misshandelten Kindern und ihren Familien spezialisiert hat.

## Filmografie (Auswahl)
- 1968: Marijuana – The Great Escape (Kurzfilm; Regie, Produzent)
- 1970: Up Pill Down Pill (Kurzfilm; Regie, Produzent)
- 1976: Incest: The Victim Nobody Believes (Kurzfilm; Regie, Produzent)
- 1977: Battered Women: Violence Behind Closed Doors (Kurzfilm; Produzent)
- 1978: Squires of San Quentin (Dokumentar-Kurzfilm; Kamera, Produzent, Regie)
- 1980: Women, Drugs, and Alcohol (Kurzfilm; Kamera, Regie, Co-Produzent)
- 1985: What Tadoo (Präventionsfilm)

## Auszeichnung (Auswahl)
Oscarverleihung 1979: Oscarnominierung für J. Gary Mitchell für und mit dem Film Squires of San Quentin in der Kategorie „Bester Dokumentar-Kurzfilm“